# Six Jours de Londres

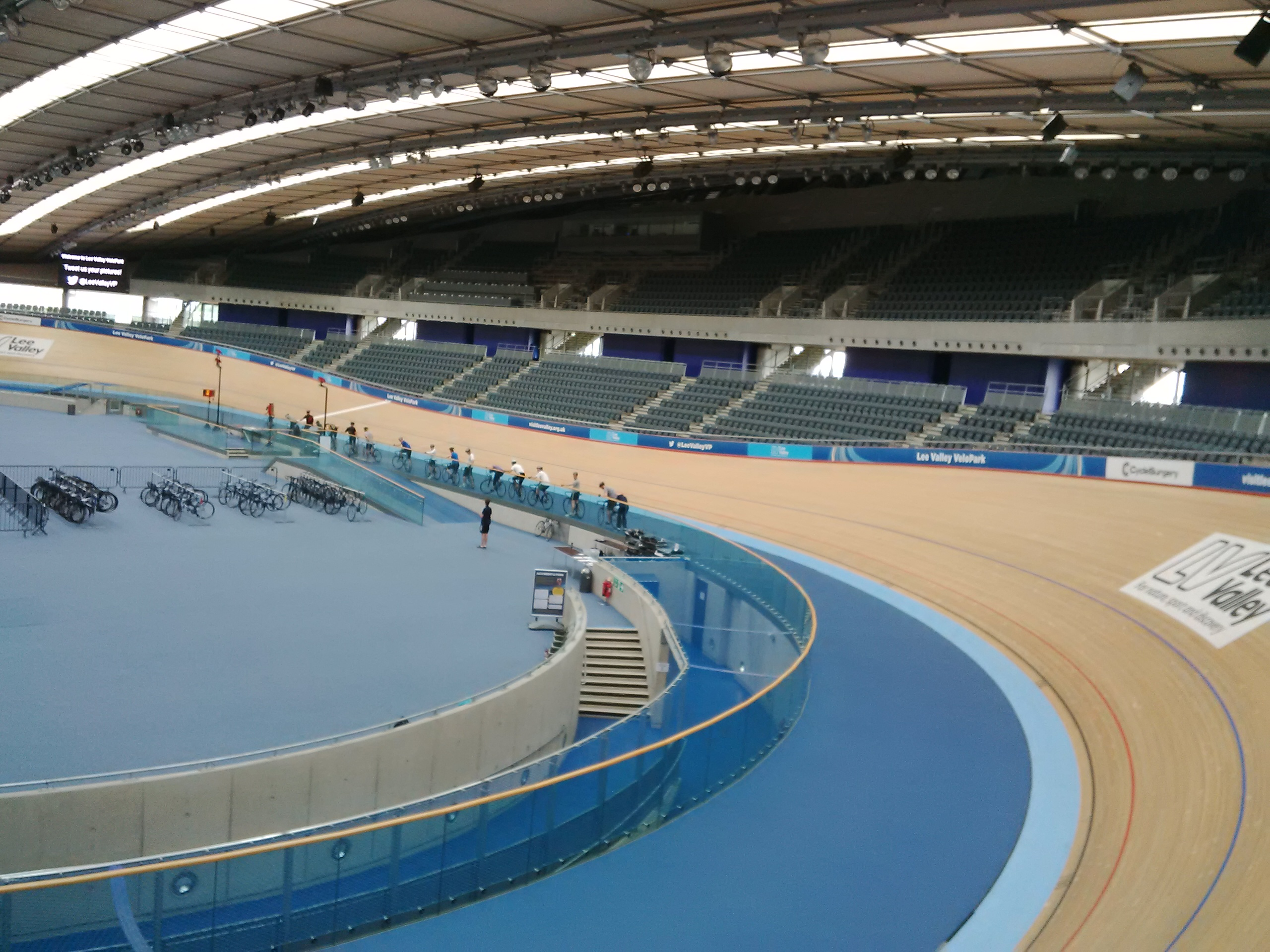
Le vélodrome de Londres accueille les Six Jours depuis 2015.

Les Six Jours de Londres sont une course cycliste de six jours disputée à Londres au Royaume-Uni. Les premiers Six Jours de Londres sont disputés en 1923 et sont remportés par les Belges Aloïs Persijn et Pierre Van De Velde. Cinq éditions ont ensuite lieu durant les années 1930, puis deux dans les années 1950 et 13 entre 1967 et 1980. Les Six Jours réapparaissent en 2015 au sein du Vélodrome de Londres. Patrick Sercu y détient le record de victoires avec 8 succès.

## Vélodromes
L'Empire Pool and Sports de Wembley accueille les Six Jours de Londres entre 1936 et 1980. La compétition reprend en 2015 et c'est désormais le vélodrome de Londres qui accueille les Six Jours.

## Palmarès
| Année     | Vainqueur                          | Deuxième                            | Troisième                           |
| --------- | ---------------------------------- | ----------------------------------- | ----------------------------------- |
| 1923      | Aloïs Persyn Pierre Van De Velde   | Marcel Godivier Joseph Peyrode      | Marcel Dupuy Giuseppe Oliveri       |
| 1924-33   | Non-disputés                       | Non-disputés                        | Non-disputés                        |
| 1934      | Sydney Cozens Piet van Kempen      | Gustav Kilian Heinz Vopel           | Fred Ottevaire Charles Winter       |
| 1935      | Non-disputés                       | Non-disputés                        | Non-disputés                        |
| 1936      | Gustav Kilian Heinz Vopel          | Jean Aerts Albert Buysse            | Emile Diot Emile Ignat              |
| 1937      | Piet van Kempen Albert Buysse      | Emile Diot Emile Ignat              | Alfred Crossley Jimmy Walthour      |
| 1938      | Albert Billiet Albert Buysse       | Kees Pellenaars Frans Slaats        | Piet van Kempen Cor Wals            |
| 1939      | Omer De Bruycker Karel Kaers       | Arie Van Vliet Cor Wals             | Albert Billiet Albert Buysse        |
| 1940-50   | Non-disputés                       | Non-disputés                        | Non-disputés                        |
| 1951      | René Adriaenssens Albert Bruylandt | Reginald Arnold Alfred Strom        | Severino Rigoni Ferdinando Terruzzi |
| 1952      | Reginald Arnold Alfred Strom       | Severino Rigoni Ferdinando Terruzzi | Armin von Büren Jean Roth           |
| 1953-66   | Non-disputés                       | Non-disputés                        | Non-disputés                        |
| 1967      | Freddy Eugen Palle Lykke Jensen    | Dieter Kemper Horst Oldenburg       | Gerard Koel Peter Post              |
| 1968      | Patrick Sercu Peter Post           | Dieter Kemper Horst Oldenburg       | Giuseppe Beghetto Klaus Bugdahl     |
| 1969      | Patrick Sercu Peter Post           | Dieter Kemper Klaus Bugdahl         | Graeme Gilmore William Lawrie       |
| 1970      | Patrick Sercu Peter Post           | Sigi Renz Tony Gowland              | Dieter Kemper Klaus Bugdahl         |
| 1971      | Patrick Sercu Peter Post           | Alain Van Lancker Tony Gowland      | Fritz Pfenninger Erich Spahn        |
| 1972      | Patrick Sercu Tony Gowland         | Leo Duyndam Gerben Karstens         | Alain Van Lancker Jacky Mourioux    |
| 1973      | Leo Duyndam Gerben Karstens        | Patrick Sercu Gianni Motta          | Alain Van Lancker Jacky Mourioux    |
| 1974      | Patrick Sercu René Pijnen          | Leo Duyndam Roy Schuiten            | Sigi Renz Tony Gowland              |
| 1975      | Günther Haritz René Pijnen         | Wilfried Peffgen Tony Gowland       | Patrick Sercu Alain Van Lancker     |
| 1976      | Non-disputés                       | Non-disputés                        | Non-disputés                        |
| 1977      | Patrick Sercu René Pijnen          | Donald Allan Danny Clark            | Wilfried Peffgen Albert Fritz       |
| 1978      | Donald Allan Danny Clark           | Gerrie Knetemann Jan Raas           | Wilfried Peffgen Albert Fritz       |
| 1979      | Patrick Sercu Albert Fritz         | Gerben Karstens René Pijnen         | Gert Frank René Savary              |
| 1980      | Donald Allan Danny Clark           | Gert Frank Kim Gunnar Svendsen      | Patrick Sercu Albert Fritz          |
| 1981-2014 | Non-disputés                       | Non-disputés                        | Non-disputés                        |
| 2015      | Kenny De Ketele Moreno De Pauw     | Christopher Latham Oliver Wood      | Iljo Keisse Gijs Van Hoecke         |
| 2016      | Kenny De Ketele Moreno De Pauw     | Mark Cavendish Bradley Wiggins      | Cameron Meyer Callum Scotson        |
| 2017      | Cameron Meyer Callum Scotson       | Mark Cavendish Peter Kennaugh       | Kenny De Ketele Moreno De Pauw      |
| 2018      | Yoeri Havik Wim Stroetinga         | Leigh Howard Kelland O'Brien        | Roger Kluge Theo Reinhardt          |
| 2019      | Elia Viviani Simone Consonni       | Mark Cavendish Owain Doull          | Yoeri Havik Wim Stroetinga          |